# Sophie von Todesco
Sophie von Todesco, rozená Gomperzová (22. července 1825, Brno - 9. července 1895, Vídeň) byla mecenáška a saloniérka období vídeňské Ringstrasse původem z Moravy.

## Život

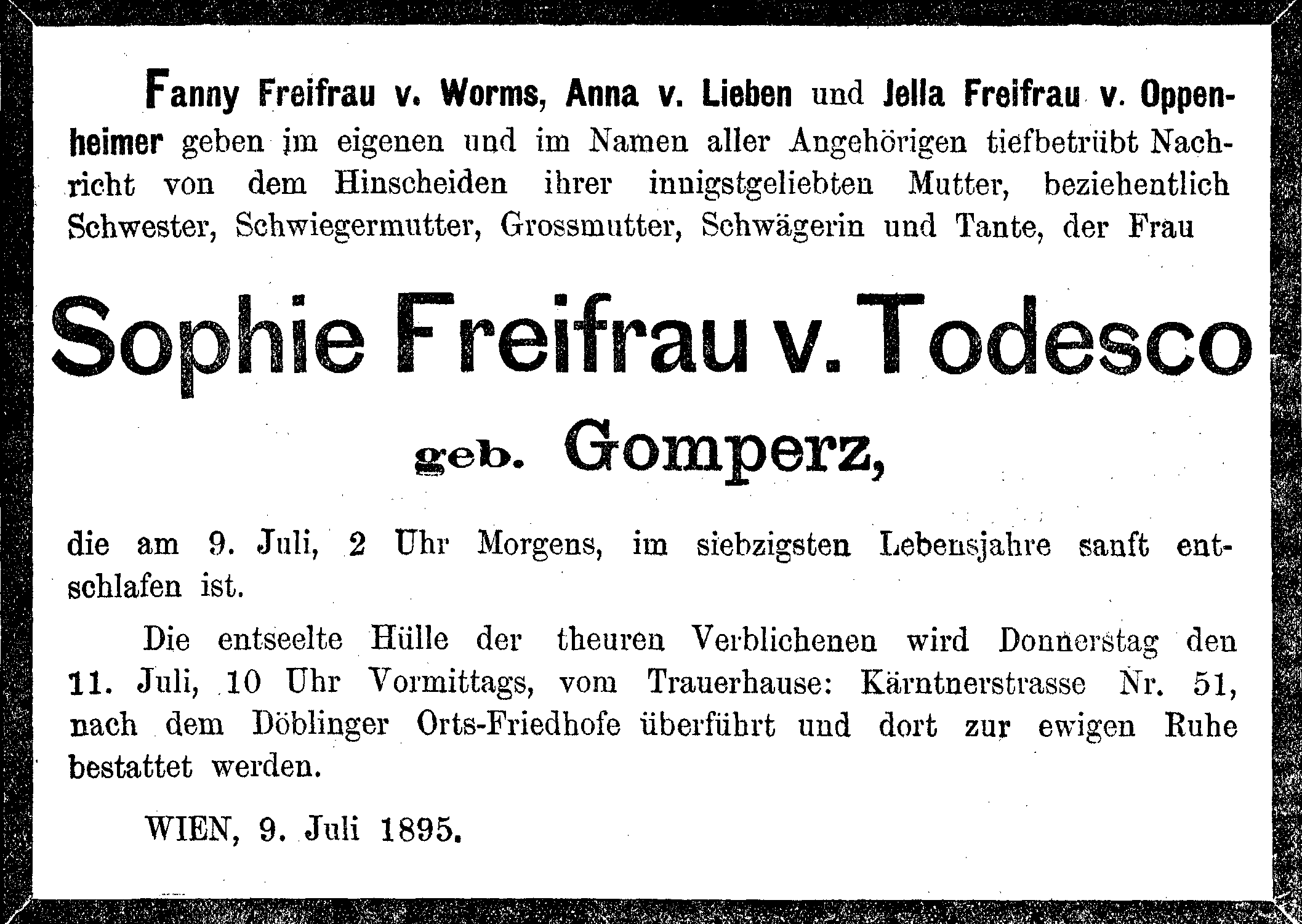
Neue Freie Presse, č. 11089, 10. července 1895, Vídeň

Sophie Gomperzová pocházela z vážené a bohaté židovské rodiny v Brně. Jejími rodiči byli Philipp Josua Feibelman Gomperz (1782-1857) a Henriette Gomperzová, rozená Auspitzová (1792-1881).
Měla několik sourozenců, mezi nimi klasický filolog Theodor Gomperz a velkopodnikatelé Max a Julius Gomperzovi a sestru Josephinu. Byla tetou filozofa Heinricha Gomperze.
Sophie se v roce 1845 provdala za obchodníka a filantropa Eduarda von Todesca. Pár měl čtyři děti:
- Anna, provdaná von Lieben (1847–1900),
- »Jella« Gabriele (1854–1943), na nějaký čas provdaná za Ludwiga svobodného pána von Oppenheimer
- Hermann (1849–1876)
- Franziska »Fanny« (1846-1922), provdaná za barona Henryho de Worms (později 1. baron Pirbright of Pirbright; 1840-1903) od roku 1864.

V paláci svého manžela provozovala Sophie slavný společenský salon. Mezi jejími hosty byli např. politici Alexander Bach, Friedrich Ferdinand von Beust, Anton von Doblhoff-Dier, Anton von Schmerling, spisovatelé Eduard von Bauernfeld, Franz von Dingelstedt, Ludwig Ganghofer, Friedrich Halm, hudební skladatel Johann Strauss mladší, průmyslník Isidor Mautner, či ředitel Burgtheatru Heinrich Laube. Od roku 1892 byl častým hostem salonu Sophie von Todesco také literát Hugo von Hofmannsthal.
Známý salon ve Vídni provozovala také Sophiina sestra Josephine von Wertheimstein, který později převzala její dcera Franziska (1844-1907).